# 印度扁卷螺
印度扁卷螺属（学名：Indoplanorbis）為一種會呼吸空氣的淡水螺的一個屬，屬於軟體動物門腹足綱有肺類扁蜷科的动物。本屬的唯一物種為印度扁卷螺（Indoplanorbis exustus）。本物種廣泛分佈於熱帶地區，包括印度、缅甸、斯里兰卡、印度尼西亞、泰国、马来西亚以及中国大陆的云南等地，主要生活于湖泊沿岸带、池塘以及沼泽地等淡水和微咸水域。本物種是多種寄生吸虫的重要中間宿主。其入侵性本質及環境的高容耐度使之成為醫學上及獸醫學上的重要研究課題。

## 分類
儘管本物種有着悠久的歷史和廣泛的地理分佈範圍，牠們一直都被認為是屬內唯一的物種；而過往亦有文獻建議本屬跟其他關係較密切的屬合併。然而，Liu et al. (2010)根據系統地理學研究，發現在系統發育方面，印度分支和東南亞分支之間有相當的分歧；加上棲息地和寄生蟲學的差異，表明這個物種實際可能由多於一個物種構成。
從系統發育的角度看，與本屬關係最密切的是Bulinus屬。

## 分佈
印度扁卷螺本身是一種淡水螺，在中亞的伊朗與阿富汗，南亞的印度、尼泊爾及斯里蘭卡均見其踪影。在東南亞，例如：泰國)，甚至遠至阿拉伯地區及非洲均見其踪影。
印度扁卷螺的模式產地是印度西南部馬拉巴爾海岸的沼澤地
印度扁卷螺是東南亞和印度次大陸常見的蝸牛。這種蝸牛在中東（阿曼和索科特拉島）、奈及利亞和象牙海岸也有發現；這些發現由Brandt (1974)歸因於近年來人類活動的引入（Brandt有關印度扁卷螺屬的文獻經常引用這種觀點）。與亞洲相比，這種蝸牛在非洲（例如奈及利亞和象牙海岸）以及最近（2002年）在小安的列斯群島的大量出現，幾乎可以肯定是過去50至100年的人類活動所造成。
該等物種已經在美國定居，被認為具有潛在的嚴重威脅。它是一種有害生物，也是可能對農業、自然生態系統、人類健康或商業產生負面影響的入侵物種。因此，有人建議該物種在美國具有最高的國家檢疫意義。

## 簡述
與其他同屬扁卷螺科的物種一樣，其外殼都是平旋壳，但其實是螺把殼上下顛倒來揹在身上，使左旋的外殼看起來像是右旋。本物種的外殼呈圓盤形，所以[螺層大小的增長很快。每個螺層的高比其闊增長得較快：其闊約為 5-25 mm，其高約為 4.5-13 mm。
|  |

杜式麗卷螺跟菲氏雙臍螺的外型與它非常相似。
基於本物種的廣泛地理分佈，人們對它的各個方面進行研究，例如鈣調節和血球。

## 生態學
當印度扁卷螺被圈養時，可以以莴苣及菠菜來圈養。有時候其膳食會輔以羊肝，在繁殖時可提供一般寵物鼠的食糧。

### 棲息地
這種蝸牛存在於小池塘、水池中，在稻田中較少見。它也可能出現在被洪水淹沒的地區所形成的半永久性水池中，在那裡它可以埋在泥土中以度過旱季。成年蝸牛的乾燥耐受性高，而幼年蝸牛的則很低。因此，散播可能發生於粘附在牛身上的泥塊中或水面上的植被墊中。它也有可能由鳥類運載。

### 生命週期
印度扁卷螺是一種雌雄同體的入侵物種，具有高繁殖力。在引進後的一年內，蝸牛能夠在其他有肺蝸牛和前鰓蝸牛已建立良好種群的棲息地定居。它必須在水溫超過15°C的環境下才能成熟。在最佳溫度30°C之下，每隻蝸牛最多可以產下800個卵。一簇中通常有2至43個卵，平均約20個卵。自體受精能力和高繁殖力可能是該物種具有入侵潛力的基礎。印度扁卷螺的平均壽命為4個月，在這段期間內它產下約60個卵簇。

### 捕食者
現時本物種並沒有已知的天敵，不過有文獻透過實驗去測試一些物種會否進食印度扁卷螺的卵。Raut & Aditya (2002)在實驗裡讓一種屬於南美洲福壽螺科的Pomacea bridgesii去攻擊和進食印度扁卷螺的卵，以期望未來可以讓這種福壽螺來控制印度扁卷螺的數量。

### 寄生蟲
印度扁卷螺具有重要的經濟意義，因為它會傳播血吸蟲的幾個物種，而這些物種會感染牛隻並導致牲畜的生產力下降。它在醫學上也很重要，是農村工人中尾蚴性皮膚炎的來源，尤其是在印度。

### 毒理學
一種在印度生長的大戟科植物紅雀珊瑚（Pedilanthus tithymaloides）可用作植物性殺螺劑，有助對抗印度扁卷螺。
黄果茄的酒精提取物亦可對本物種（LC50 = 198.00 mg/L and LC90 = 236.80 mg/L）。
此外，另一種大戟科物種虎刺梅（Euphorbia milii），其雜交物種株的乳汁對於本物種的活躍度有所抑制，也可作殺螺劑使用。除了虎刺梅的雜交種，印度的科學家Singh & Sunil在2005年發表的文獻亦研究過黃花夾竹桃（Cascabela thevetia）、黑板樹（Alstonia scholaris）兩種夾竹桃科植物及另一種較常見的大戟科植物一品紅（Euphorbia pulcherrima）的乳汁對印度扁卷螺的抑制效果。

## 外部連結
- 維基物種上的相關：印度扁卷螺
- 印度扁卷螺在NCBI的頁面連結

- Baker F. C. (1945). The molluscan family Planorbidae. The University of Illinois Press, Urbana. 196-201.
- Raut S. K. (1986). "Disease transmitting snails. II. Population studies of Indoplanorbis exustus Deshayes." First year PRS Thesis in Science, University of Calcutta.
- Raut, S. K.; Rahman, M. S.; Samanta, S. K. . Memorias do Instituto Oswaldo Cruz. 1992, 87 (1): 15–19. PMID 1308545. doi:10.1590/s0074-02761992000100003.
- Yapi, Y.; n'Goran, K. E.; Salia, D.; Cunin, P.; Bellec, C. . Journal of Molluscan Studies. 1994, 60: 83. doi:10.1093/mollus/60.1.83..